# Fiscal (Amares)
Fiscal é uma povoação portuguesa sede da Freguesia de Fiscal do Município de Amares, freguesia com 3,9 km² de área e 712 habitantes (censo de 2021), tendo, por isso, uma densidade populacional de 182,6 hab./km².
O cantor e compositor António Variações (1944-1984) nasceu em Fiscal.

## História
Integrava o concelho de Entre Homem e Cávado, extinto em 31 de dezembro de 1853, data em que passou para o concelho (atual município) de Amares.

## Demografia
A população registada nos censos foi:
| Ano  | 0-14 Anos | 15-24 Anos | 25-64 Anos | > 65 Anos |
| 2001 | 116       | 112        | 302        | 108       |
| 2011 | 114       | 85         | 400        | 119       |
| 2021 | 87        | 83         | 397        | 145       |

## Lugares
- Aspra
- Barrio
- Bouça
- Carriça
- Casal
- Couto
- Enxurreira
- Igreja
- Lage
- Monte
- Passos
- Pedreira
- Pena
- Pilar
- Quinteiro
- Rio
- São Bento
- São Pedro
- Sobrado
- Sub-igreja
- Telheiro
- Tojal
- Travesseias
- Vila Nova
- Vilouços

## Património
- Casa da Tapada que foi mandada construir em 1540, pelo poeta Sá de Miranda.

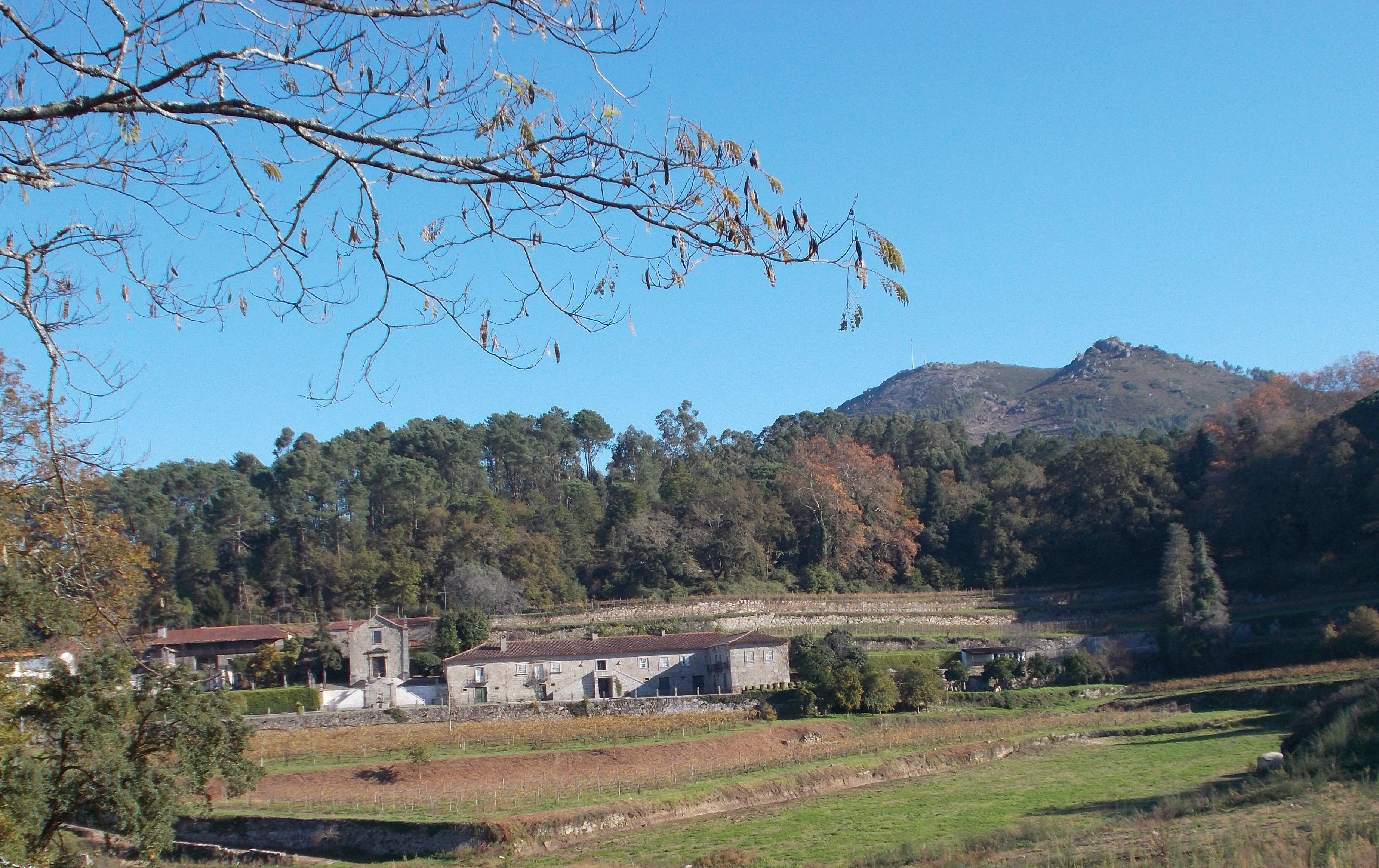
Quinta e Casa da Tapada

## Tradições pascais
Na Visita Pascal o compasso faz uma breve viagem por barco sobre o rio Homem, para levar a cruz aos lugares de São Bento e de São Pedro, onde se situam 20 das 300 casas da freguesia.
A tradição manda que sejam quatro os barcos a atravessar o rio Homem. No mais pequeno vai o fogueteiro, para deitar os foguetes no meio do rio e nos outros vão, num o compasso (pároco e mordomos), e nos dois restantes a banda de música. Porém, nos últimos anos, tem havido lugar para um quinto barco onde a comunicação social pode acompanhar o evento.
No final desta Visita Pascal, que tem lugar na segunda feira de Páscoa, realiza-se o Juntamento das Cruzes na Capela Meeira de Santo António do Pilar.